# Казарго
Казарго, Казарґо (італ. Casargo) — муніципалітет в Італії, у регіоні Ломбардія, провінція Лекко.
Казарго розташоване на відстані близько 530 км на північний захід від Рима, 70 км на північ від Мілана, 23 км на північ від Лекко.
Населення — 833 особи (2014).

## Демографія
Населення за роками:

Станом на 1 січня 2023 року в муніципалітеті офіційно проживав 31 іноземець з 15 країн, серед них 2 громадяни країн Євросоюзу та 2 громадяни України.

## Сусідні муніципалітети
- Крандола-Вальсассіна
- Марньо
- Паньона
- Премана
- Прималуна
- Тачено
- Тременіко
- Вендроньо